# Andrea Cascioli
Andrea Cascioli (Roma, 26 marzo 1964) è un fumettista italiano.
Noto principalmente per la sua produzione grafica per il personaggio Nathan Never, edito da Sergio Bonelli Editore, nel periodo dal 1980 al 1992 ha operato nel settore radiofonico come speaker, direttore artistico ed infine proprietario di emittenti radio.

## Biografia
A partire dal 1994 ha illustrato le storie delle serie a fumetti Nathan Never ed Agenzia Alfa, testate per le quali ha realizzato 30 storie, per un totale di circa 3400 tavole.
Nel 1999 è stato docente di prospettiva nella Scuola internazionale di comics di Roma.
Nel 2005 è stato docente di storyboard per il corso di cinema d'animazione della Comunità Europea organizzato da MA.GI.CA. SpA di Roma.
Tra le opere più significative ha firmato nel 1997 Terra, la prima graphic novel di Nathan Never (da lui anche colorata pittoricamente), nel 2003 la doppia storia della morte di Skotos (il principale avversario di Nathan Never), la tripla storia della Saga su Marte e dal 2008 al 2010 la Saga della compagnia, che con 658 tavole distribuite su 7 albi è anche la storia più lunga della serie e in assoluto della Sergio Bonelli Editore.
Nel marzo 2015 ha inventato la Bistecca Cascioli, un surrogato della carne completamente vegetale.
È autore del romanzo Lo scrittore, i suoi gatti e un mistero, pubblicato nel 2016.
È nipote del colonnello Giovanni Duca.